# Diterpeny

Kyselina abietová, jeden z diterpenů

Diterpeny (molekulární vzorec C20H32) jsou terpeny, skládající se ze čtyř isoprenových jednotek. Derivují se z geranylgeranyl pyrofosfátu. Diterpeny jsou základem biologicky významných látek, například retinolu, retinalu a fytolu. Mají antimikrobiotické a protivznětlivé vlastnosti.

## Některé diterpeny
- Afidikolin
- Ferruginol
- Forskolin
- Kafestol
- Kahweol
- Kyselina abietová
- Labdan
- Lagochilin
- Stemaren
- Steviol
- Taxadien (prekurzor paclitaxelu)
- Tiamulin